# Сан-Феліче-суль-Панаро
Сан-Феліче-суль-Панаро (італ. San Felice sul Panaro) — муніципалітет в Італії, у регіоні Емілія-Романья,  провінція Модена.
Сан-Феліче-суль-Панаро розташований на відстані близько 350 км на північ від Рима, 45 км на північний захід від Болоньї, 27 км на північний схід від Модени.
Населення — 10 964 особи (2014).
Щорічний фестиваль відбувається 24 жовтня. Покровитель — Святий Фелікс.
20 травня 2012 року о 02:03 за місцевим часом стався землетрус магнітудою 5,9 балів, епіцентр підземних поштовхів знаходився за 5 км на захід від міста на глибині 10 км. 29 травня 2012 року в регіоні стався землетрус магнітудою 5,8 балів, в результаті якого загинуло щонайменше 17 осіб, були зруйновані церкви і заводи. Близько 200 людей отримали поранення, 14 000 людей залишилися без даху над головою. Щонайменше троє людей загинули в Сан-Феліче-суль-Панаро, коли на робітників обвалився дах машинобудівного цеху.

## Демографія
Населення за роками:

Станом на 1 січня 2023 року в муніципалітеті офіційно проживало 1630 іноземців з 61 країни, серед них 312 громадян країн Євросоюзу та 50 громадян України.

## Визначні місця
- Рокка Естенсе- фортеця XIV ст., квадратної форми з чотирма кутовими вежами була побудована Обіццо III д'Есте та реставрована та додатково укріплена Нікколо III  д'Есте. Була значно пошкоджена під час землетрусу 2012 року.
- Комунальний театр, значно пошкоджений під час землетрусу.
- Годинникова вежа 1594 року, повністю знищена землетрусом.

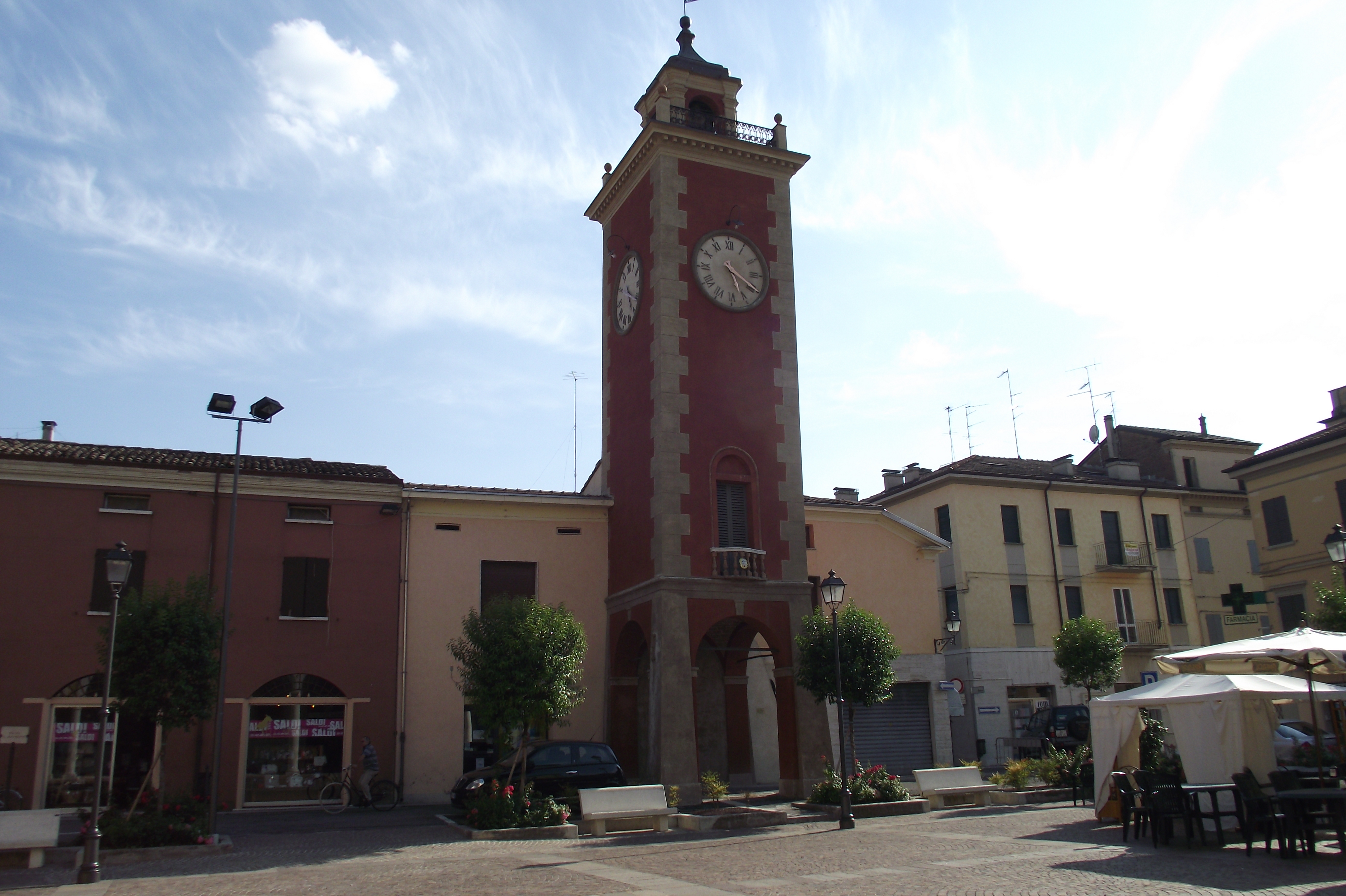
Годинникова вежа до землетрусу 2012 року

## Сусідні муніципалітети
- Кампозанто
- Фінале-Емілія
- Медолла
- Мірандола